# Balli Kombëtar

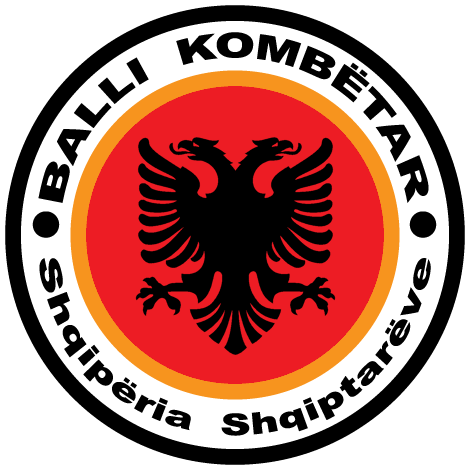
Logotype du parti.

Le Balli Kombëtar (PBK ou Partia Balli Kombëtar) ou Parti du front national est un mouvement nationaliste albanais pro-Nazis, anti-italien, anticommuniste et antiroyaliste, soutenu par les propriétaires terriens et la paysannerie. 
Parti conservateur mais républicain, favorable à certaines réformes économiques et sociales, il est créé en septembre 1942 par Ali Klissura et Midhat Frashëri (1882-1949) qui le dirige pendant la durée de la guerre. 
Le PBK fait partie du MLN (parfois LNÇ pour Lëvizje nacionalçlirimtare en albanais), le Mouvement de libération nationale, créé le 16 septembre 1942 lors de la première Conférence de libération nationale, à Pezë. Le MLN est une alliance de circonstance avec les partisans communistes et les royalistes fidèles au roi. Les ballistes et les royalistes quittent le MLN quand les communistes en prennent le contrôle à la fin de l'année 1943. 
Après la capitulation des forces italiennes en septembre 1943, les ballistes se battent alors contre les partisans d'Enver Hoxha lors de la guerre civile pour le contrôle du pays, et certains groupes coopèrent avec les nazis dans cette lutte de pouvoir. À l'automne 1944 avec la victoire des communistes, les chefs de Balli Kombëtar accusés de collaboration avec les nazis s'enfuient à l'étranger ou sont exécutés. 
Les ballistes et les zoguistes conservent le contrôle de certaines régions du Nord de l'Albanie après 1945. La résistance armée au régime communiste d'Enver Hoxha s'y poursuit jusque dans les années cinquante.
Les ballistes, les zoguistes et les opposants du mouvement des frères Kryeziu (Gani, Said et Hasan) font alliance après-guerre au sein du Comité pour une Albanie libre (Committee for Free Albania) créé à Londres et à New York en 1949 pour déstabiliser l'Albanie communiste de Enver Hoxha. Le MI6 et la CIA mettent en œuvre le projet Valuable. Cette opération consiste à infiltrer des commandos de réfugiés albanais (nom de code MI6 « pixies », ou « lutins » en français) entraînés à Malte par le colonel David Smiley. Ce projet échoue, car il est dénoncé aux Soviétiques par l'agent double Kim Philby.
Midhat Frashëri (1882-1949), l’un des pères de l’indépendance de l’Albanie en 1913, dirige le Balli Kombëtar pendant la durée de la guerre. En juillet 1949, il est nommé président du Comité pour une Albanie libre. Il meurt mystérieusement d'une crise cardiaque le matin du 3 octobre 1949, au moment même où la première équipe de résistants albanais débarque sur la côte de son pays.
Le professeur Abas Ermenji (parfois orthographié Ermneji) (1913-2003) est un dirigeant balliste membre du Comité pour une Albanie libre. 
Ce parti — le Front national albanais (Partia Balli Kombëtar Shqiptar) — existe toujours et participe régulièrement aux élections démocratiques qui ont suivi la chute du régime communiste albanais.